# Volárna
Volárna település Csehországban, a Kolíni járásban. Volárna Ovčáry, Sány, Velký Osek és Jestřabí Lhota településekkel határos. Lakosainak száma 542 fő (2024. január 1.).

## Népesség
A település lakosságának változását az alábbi diagram mutatja:
| Lakosok száma | 530  | 555  | 602  | 487  | 473  | 458  | 505  | 504  | 516  | 542  |
|               | 1869 | 1890 | 1921 | 1950 | 1980 | 2001 | 2017 | 2019 | 2022 | 2024 |